# Ta divna Splitska noc
Ta divna Splitska noc è un film del 2004 diretto da Arsen A. Ostojic.